# 印度尼西亞司法委員會
印度尼西亞司法委員會（縮寫KY RI或KY），係印度尼西亞的司法機構，根據人民協商會議於2001年11月9日批准的《印度尼西亞憲法》第三修正案和2004年的相關法令成立。:241-266司法委員會的職責為監督法官，以及就司法任命向人民代表會議提出建議，並審查社會針對主審法官行為和公正性的投訴。

## 沿革
建立專門機構以審議、對法官的任命、晉升、調職和解職做出裁決的構想於1968年被提出，但未能訂定正式法案。1998年，時任總統蘇哈托辭職後，要求設立一個專門機構以建構誠實、乾淨、透明和專業法律體系的呼聲再次出現。2001年11月9日，人民協商會議於年度會議通過《印度尼西亞憲法》第三修正案，授權政府建立司法委員會。修正案是於最後一刻納入建立委員會的草案，部分觀察家的觀點認為此事過於草率。2004年8月13日，關於成立司法委員會的第22號法令頒布。2005年7月2日，總統正式任命委員會的7名成員，後者於同年8月2日宣誓就職。:241
司法委員會自2005年組織以來，該機構的建議經常被最高法院忽視（2018年有近半成的建議被擱置）。《雅加達郵報》將最高法院描述為對改革的抗拒。

## 職責
司法委員會的任務為「維護法官的榮譽、尊嚴和行為」，並擁有提名最高法院大法官和專案法官候選人的權力。委員會成員由總統提名，人民代表會議同意後任命。:267然而，司法委員會的確切權力並未被印尼司法體系下的所有部門認可，如2011年《雅加達郵報》報導，自2005年以來司法委員會已傳喚9名法官，針對其涉嫌違反道德規範的行為展開調查，但未有法官回應該機構的傳喚要求。根據報導，司法系統的其他部門的成員（如最高法院大法官）認為司法委員會在某些情況下傳喚法官是踰越其權限。
2006年8月，憲法法院同意31位法官的請求，撤回司法委員會調查最高法院和憲法法院法官涉嫌不法行為的權限，這使該機構的權力受到重大打擊。憲法法院做出此決定後，民意認為需要確實釐清司法委員會的權力。2011年，人民代表會議開始修訂司法委員會的相關法律，預計加強委員會直接懲處地方法院（Pengadilan Negeri）和高等法院（Pengadilan Tinggi）法官的權力，惟其範圍不及最高法院。同年，人民代表會議通過當年第18號法修訂2004年通過之關於司法委員會的第22號法令，確立該機構提名最高法院大法官和專案法官的權力。
2015年，憲法法院回應印度尼西亞法官協會提出的司法審查，裁定取消司法委員會提名地方法院、宗教法院和地方行政法院法官的權力。該審查指出，法官候選人的遴選不屬於司法委員會的職責範圍，委員會的權限只有監督已到任的法官。

## 成員
司法委員會由7名成員組成，大多來自卸任法官、法律工作者、法律學者和社會人士。
委員會2020－2025年任期的成員為：
- 穆克蒂·法賈爾·努爾·德瓦塔（Mukti Fajar Nur Dewata，主席）
- M.陶菲克 HZ（M. Taufiq HZ，副主席）
- 賓齊亞德·卡扎菲（Binziad Kadafi）
- 蘇克瑪·維奧萊塔（英语：Sukma Violetta）
- 安祖里安·雷法
- 佐科·史密斯（Joko Sasmito）
- 西蒂·努爾賈納（Siti Nurdjanah）

## 延伸閱讀
- Denny Indrayana. . 雅加達: Kompas Book Publishing. 2008. ISBN 978-979-709-394-5.
- A. Ahsin Thohari. . 雅加達: Institute for Policy Research and Advocacy. 2004. ISBN 979-8981-35-9.

## 外部連結
- 印度尼西亞司法委員會（印尼文）（英文）